# (8700) Gevaert
(8700) Gevaert est un astéroïde de la ceinture principale.

## Description
(8700) Gevaert est un astéroïde de la ceinture principale. Il fut découvert le 14 mai 1993 à La Silla par Eric Walter Elst. Il présente une orbite caractérisée par un demi-grand axe de 3,19 UA, une excentricité de 0,16 et une inclinaison de 1,1° par rapport à l'écliptique.

## Compléments